# Фазы Лавеса

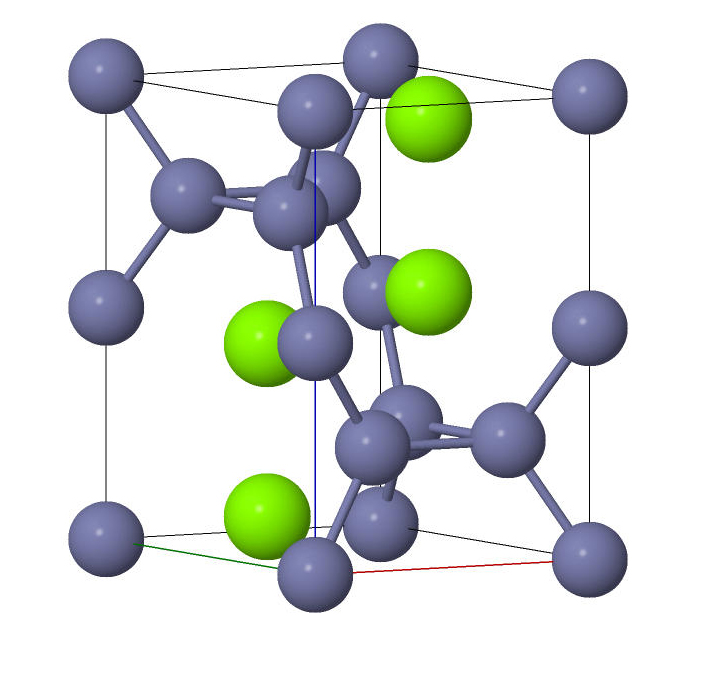
Элементарная ячейка фазы Лавеса типа MgZn_{2}. Атомы магния показаны зелёным цветом

Фазы Лавеса — самый многочисленный класс интерметаллических соединений. Подавляющее большинство двойных фаз Лавеса имеют стехиометрический состав AB2, хотя имеются малочисленные исключения из этого правила.
Фазы Лавеса получили своё название в честь немецкого кристаллохимика Фрица Лавеса (нем. Fritz Laves), опубликовавшего вместе с Х. Витте (нем. H. Witte) в 1936 году большую работу, посвящённую кристаллической структуре и условиям образования ряда двойных соединений на основе магния. 
В настоящее время известно множество тройных интерметаллидов со структурой фаз Лавеса. Фазы Лавеса относятся к семейству фаз Франка-Каспера. Из-за зависимости их кристаллической структуры от электронной структуры их также часто причисляют к фазам Юм-Розери.

## Структура фаз Лавеса

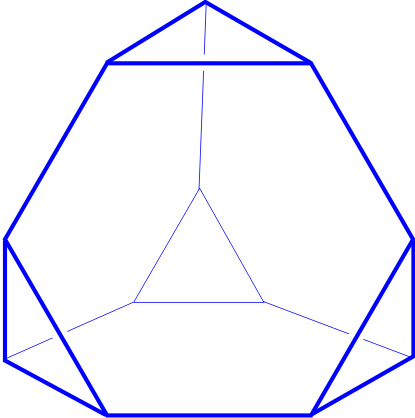
Лавесовский полиэдр

Фазы Лавеса образуются атомами двух сортов A и B, причём атом сорта A всегда имеет бо́льший атомный радиус (R), чем атом сорта B, причём существует идеальное соотношение радиусов компонентов RA : RB = 1,225. К фазам Лавеса относятся соединения, кристаллизующиеся в несколько родственных структурных типов, из которых наиболее многочисленными являются три нижеследующих:
- гексагональный тип MgZn2 (C14 в обозначениях Strukturbericht), пространственная группа P63/mmc, 12 атомов в элементарной ячейке;
- кубический тип MgCu2 (C15 в обозначениях Strukturbericht), пространственная группа Fd3m, 24 атома в элементарной ячейке;
- гексагональный тип MgNi2 (C36 в обозначениях Strukturbericht), пространственная группа P63/mmc, 24 атома в элементарной ячейке.

Все эти структуры имеют схожее расположение атомов, которое проявляется в идентичных координационных полиэдрах (многогранник, образованный атомами одного сорта вокруг атомов другого). Так, во всех фазах Лавеса координационный полиэдр вокруг атома сорта A представляет собой так называемый Лавесовский полиэдр (см. рисунок), имеющий форму усечённого тетраэдра. Сами же атомы сорта A располагаются в алмазоподобной подрешётке.
Все фазы Лавеса являются политипами, то есть имеют разный порядок укладки одинаковых структурных единиц, в качестве которой в данном случае выступает многослойный «сэндвич». Например:
- кубическая фаза Лавеса MgCu2 представляет собой трёхслойную укладку элементарных структурных единиц в порядке …ABCABC…,
- фаза MgZn2 является двухслойной …ABAB…,
- фаза MgNi2 — четырёхслойной …ABACABAC…

Поскольку возможны и другие последовательности укладки слоёв, то семейство фаз Лавеса является более многочисленным. Всего же к фазам Лавеса относится не менее 1000 различных интерметаллических соединений.

## Применение
Фазы Лавеса являются очень твердыми и хрупкими соединениями. Благодаря особенностям своей кристаллической структуры они способны «вмещать» в решётке атомы водорода: на одну формульную единицу может приходится до четырёх атомов водорода. Поэтому фазы Лавеса могут использоваться в качестве накопителей водорода в водородной энергетике.